# Мојре
Мојре (грч. Μοῖραι) (лат. Parcae) су у грчкој митологији богиње усуда. Њихов пандан у римској митологији су Парке, а у старословенској митологији Суђаје.

## Митологија
Према легенди, Мојре су биле три богиње, сестре, а звале су се:
- Клота
- Лахеса
- Атропа

Старије су од већине богова, али је њихово порекло нејасно. Верује да су биле ћерке Ереба, вечне таме, и Никте, богиње ноћи, прва два божанства која су настала из Хаоса, али и да су кћерке бога Зевса и богиње Темиде или Ананке.
Задатак Мојри је био да одређују судбину сваког човека. Кад би се родио, сваки човек је од њих добијао нит свог живота. Клота је распредала ту нит,држећи преслицу на коју је намотано предиво, што симболички представља сам живот. Лахеса је размотавала и мерила ту нит и на тај начин одређивала колико ће та особа да живи, а растом најмања, али и најстрашнија Атропа је ту нит кидала, пресецала и на тај начин окончавала живот те особе.
Оне су најчешће представљане као три врло ружне старице у складу са тиме како је обичан свет доживљавао судбину и једину извесну ствар по рођењу - крај живота.
За разлику од словенске митологије у грчкој митологији над Мојрама је био неко, а то је Усуд, који је био њихов врховни Бог, јер и поред њихове моћи, оне су биле само његови чувари и извршиоци. Усуд је често мењао свог господара, па је то био и Зевс или неки од других богова који је унапред знао како да поступи према унапред знаном.

## О Мојрама
Поједностављено тумачење Мојра може подсећати на наше Суђенице, али такво поређење није тачно. На грчком језику „мојре“ не значе судбина већ се пре може рећи да је то „део нечега“ - усуд.